# Minardi M01
Der Minardi M01 war der Formel-1-Rennwagen von Minardi für die Saison 1999, der an allen 16 Rennen der Saison teilnahm.

## Technik und Entwicklung
Der technische Direktor für die Entwicklung war Gustav Brunner. Ihm unterstanden Gabriele Tredozi für die Konstruktion sowie Jean-Claude Migeot für die aerodynamische Form des Wagens.
Motor war der Zetec-R-VJ-V10-Saugmotor von Ford mit einem Hubraum von 2.998 cm³ und einem Zylinderbankwinkel von 72°. Er leistete bei 16.000/min ungefähr 548 kW (735 PS). Der Motor war auf Stand 1998; im Stewart SF2 wurde diesen schon im Vorjahr verwendet. Dadurch waren, neben den Triebwerken von Arrows, diese nur wieder-aufbereiteten Motoren die Schwächsten im ganzen Starterfeld.
Das selbstentwickelte Halbautomatikgetriebe hatte sechs Gänge. Als Radaufhängung wurde vorne eine Doppelquerlenkerachse mit innenliegenden Federn und Stoßdämpfern, betätigt über Schubstangen aus CFK, verwendet. Hinten wurde eine Doppelquerlenkerachse mit innenliegenden Federn und Stoßdämpfern, betätigt über Schubstangen aus CFK, verwendet.

## Renngeschichte
Das Team begann nach dem Minardi M198 eine neue Namensfolge mit dem M01, da dieser Wagen einen Neuanfang innerhalb des Teams symbolisieren soll. Hauptgeldgeber für das Team war Telefónica, der Sponsorenbeitrag des spanischen Telekommunikationsunternehmens füllte den größten Teil des Budgets und finanzierte auch im Sommer ein Aerodynamik-Paket, woraufhin die Leistung des Wagens ab dem Großen Preis von Deutschland deutlich verbessert wurde. Der neue Wagen drehte mit Luca Badoer Ende Januar in Mugello die ersten Testrunden und wurde offiziell am 8. Februar 1999 in Barcelona der Weltöffentlichkeit präsentiert.
Der größte Erfolg in der Saison wurde beim Großen Preis von Europa erzielt, als Marc Gené den sechsten Platz erreichte und somit den ersten Weltmeisterschaftspunkt seit Australien 1995 erzielte. Allerdings hätte Minardi in diesem Rennen mehr Punkte erzielen können, da Luca Badoer auf Platz vier liegend mit einem Getriebedefekt 13 Runden vor dem Ende ausschied. Mit diesem Punkt erreichte Minardi punktegleich mit Arrows vorübergehend den neunten Platz in der Konstrukteurswertung. Zu Saisonende fiel Minardi aber durch Toranosuke Takagis siebten Platz in Australien auf den zehnten Platz zurück, da Badoers beste Platzierung der achte Platz in San Marino war. Dennoch konnte damit das neue Team BAR, das von British American Tobacco finanziell gestützt wurde, hinter sich gelassen werden.
Das Jahr 1999 kann für Minardi als Teilerfolg angesehen werden, da sie erstmals seit vier Jahren wieder einen Punkt in der Weltmeisterschaft erreicht hatten und dadurch am Ende nicht Letzter des Klassements waren. Hauptproblem während der Saison war laut technischem Direktor Gustav Brunner die ungünstige Aerodynamik des Wagens, die jedoch durch neue Maßnahmen ab September deutlich verbessert wurde. Außerdem wurde der Wagen geringfügig zuverlässiger, sodass es nur 16 Ausfälle im Gegensatz zu den jeweils 18 in den Jahren 1997 und 1998 gab. Am auffälligsten waren Getriebedefekte, die fünf Ausfälle verursachten.

## Lackierung und Sponsoring
Die Grundfarbe des M01 war ein leichtes Dunkelblau auf der oberen Seite und den Flügeln des Wagens sowie Silber auf der Nase und den Seitenkästen. Hauptsponsor war das Telekommunikationsunternehmen Telefónica, das auf dem Front- sowie Heckflügel, am Cockpit seitlich vom Fahrer und der Airbox mit gelber Schrift warb. Auf den Seitenkästen warben neben dem weiteren Hauptsponsor Fondmetal der Bremsenlieferant Brembo, der italienische Werkzeughersteller Beta Utensili und der israelische Softwarehersteller Cimatron. Ein weiterer namhafter Sponsor, der italienische Inline-Skates-Produzent Roces, warb auf der Nase des Wagens.

## Fahrer
Stammfahrer waren der Ferrari-Testfahrer Luca Badoer sowie der Neuling Marc Gené, der ungefähr sieben Millionen US-Dollar an Sponsorengelder durch Telefónica mitbrachte. Als Test- und Ersatzfahrer wurde der Argentinier Gastón Mazzacane nominiert. Für das zweite Rennen wurde Stéphane Sarrazin, der Ersatzfahrer von Prost Grand Prix, verpflichtet, nachdem sich Badoer bei Testfahrten eine Handverletzung zugezogen hatte und nicht am Rennwochenende teilnehmen konnte.

## Weitere Verwendung der Chassis
Ein Chassis von Marc Gené ist bei der Rennstrecke Autodromo Enzo e Dino Ferrari in Imola ausgestellt.

## Ergebnisse
| Fahrer                          | Nr.                             | 1   | 2   | 3 | 4   | 5   | 6  | 7   | 8   | 9  | 10 | 11 | 12  | 13  | 14  | 15  | 16  | Punkte | Rang |
| ------------------------------- | ------------------------------- | --- | --- | - | --- | --- | -- | --- | --- | -- | -- | -- | --- | --- | --- | --- | --- | ------ | ---- |
| Formel-1-Weltmeisterschaft 1999 | Formel-1-Weltmeisterschaft 1999 |     |     |   |     |     |    |     |     |    |    |    |     |     |     |     |     | 1      | 10.  |
| L. Badoer                       | 20                              | DNF | INJ | 8 | DNF | DNF | 10 | 10  | DNF | 13 | 10 | 14 | DNF | DNF | DNF | DNF | DNF | 1      | 10.  |
| S. Sarrazin                     | 20                              |     | DNF |   |     |     |    |     |     |    |    |    |     |     |     |     |     | 1      | 10.  |
| M. Gené                         | 21                              | DNF | 9   | 9 | DNF | DNF | 8  | DNF | 15  | 11 | 9  | 17 | 16  | DNF | 6   | 9   | DNF | 1      | 10.  |

| Legende  | Legende            | Legende                                                          |
| Farbe    | Abkürzung          | Bedeutung                                                        |
| -------- | ------------------ | ---------------------------------------------------------------- |
| Gold     | –                  | Sieg                                                             |
| Silber   | –                  | 2. Platz                                                         |
| Bronze   | –                  | 3. Platz                                                         |
| Grün     | –                  | Platzierung in den Punkten                                       |
| Blau     | –                  | Klassifiziert außerhalb der Punkteränge                          |
| Violett  | DNF                | Rennen nicht beendet (did not finish)                            |
| Violett  | NC                 | nicht klassifiziert (not classified)                             |
| Rot      | DNQ                | nicht qualifiziert (did not qualify)                             |
| Rot      | DNPQ               | in Vorqualifikation gescheitert (did not pre-qualify)            |
| Schwarz  | DSQ                | disqualifiziert (disqualified)                                   |
| Weiß     | DNS                | nicht am Start (did not start)                                   |
| Weiß     | WD                 | zurückgezogen (withdrawn)                                        |
| Hellblau | PO                 | nur am Training teilgenommen (practiced only)                    |
| Hellblau | TD                 | Freitags-Testfahrer (test driver)                                |
| ohne     | DNP                | nicht am Training teilgenommen (did not practice)                |
| ohne     | INJ                | verletzt oder krank (injured)                                    |
| ohne     | EX                 | ausgeschlossen (excluded)                                        |
| ohne     | DNA                | nicht erschienen (did not arrive)                                |
| ohne     | C                  | Rennen abgesagt (cancelled)                                      |
| ohne     | keine WM-Teilnahme |                                                                  |
| sonstige | P/fett             | Pole-Position                                                    |
| sonstige | 1/2/3/4/5/6/7/8    | Punktplatzierung im Sprint-/Qualifikationsrennen                 |
| sonstige | SR/kursiv          | Schnellste Rennrunde                                             |
| sonstige | *                  | nicht im Ziel, aufgrund der zurückgelegten Distanz aber gewertet |
| sonstige | ()                 | Streichresultate                                                 |
| sonstige | unterstrichen      | Führender in der Gesamtwertung                                   |